# Matera Calcio
 Matera Calcio S.r.l. là một câu lạc bộ bóng đá Ý đến từ Matera, Basilicata. Hiện tại đội bóng đang thi đấu ở Serie C, giải hạng ba bóng đá Ý.

## Lịch sử

### F.C. Matera
Lịch sử của Football Club Matera bao phủ 82 năm bóng đá của câu lạc bộ đến từ Matera, Basilicata. Đây là câu lậc bộ bóng đá chuyên nghiệp thành lập năm 1930.  Do vấn đề tài chính trong quá khứ, câu lạc bộ đã giải thể hai lần.

### Thành lập
Sau sự phá sản của Matera cũ, câu lạc bộ Serie D Irsinese Matera, đến từ Irsina, tỉnh Matera, đến Matera để trở thành người kế nhiệm tinh thần, mặc dù tài sản thật sự chưa được chiếm hữu.
Mùa giải 2012–13, mùa giải đầu tiên trở lại với nhà tài trợ mới, Matera đứng thứ 3 ở Serie D/H. Mùa giải sau đó, Matera giành quyền thăng hạng Lega Pro với tư cách vô địch Girone H.

## Màu áo và huy hiệu
Trang phục sân nhà truyền thống của câu lạc bộ có màu xanh dương với đường sọc chéo trắng trong khi sân khách là màu trắng với đường sọc chéo xanh dương.

## Sân vận động
Câu lạc bộ thi đấu ở Stadio XXI Settembre-Franco Salerno, ở Matera, có sức chứa 7.490 chỗ ngồi.

## Đội hình hiện tại
Tính đến 11 tháng 2 năm 2018.
Ghi chú: Quốc kỳ chỉ đội tuyển quốc gia được xác định rõ trong điều lệ tư cách FIFA. Các cầu thủ có thể giữ hơn một quốc tịch ngoài FIFA.
| Số | VT | Quốc gia | Cầu thủ             |
| -- | -- | -------- | ------------------- |
| 1  | TM | Slovenia | Adnan Golubovič     |
| 2  | HV | Uruguay  | Fabrizio Buschiazzo |
| 3  | HV | Ý        | Giuseppe Mattera    |
| 4  | HV | Brasil   | Ângelo              |
| 5  | HV | Ý        | Stefano Scognamillo |
| 6  | HV | Ý        | Mariano Stendardo   |
| 7  | TĐ | Brasil   | Francisco Sartore   |
| 8  | TV | Ý        | Francesco Salandria |
| 9  | TĐ | Croatia  | Marko Dugandžić     |
| 10 | TĐ | Ý        | Nicola Strambelli   |
| 11 | TV | Ý        | Giuseppe Giovinco   |
| 12 | TM | Ý        | Rocco Mittica       |
| 14 | TV | Ý        | Andrea De Falco     |

| Số | VT | Quốc gia | Cầu thủ                                |
| -- | -- | -------- | -------------------------------------- |
| 15 | HV | Ý        | Pasquale Di Sabatino (mượn từ Ternana) |
| 17 | HV | Ý        | Leonardo Sernicola (mượn từ Ternana)   |
| 20 | TV | Ý        | Giuseppe Maimone (mượn từ Lecce)       |
| 21 | TĐ | Ý        | Ignazio Battista (mượn từ Ternana)     |
| 22 | TM | Ý        | Alessandro Tonti                       |
| 23 | TV | Ý        | Francesco Urso                         |
| 25 | HV | Ý        | Riccardo Maciucca                      |
| 26 | TV | Ý        | Felice Taccogna                        |
| 27 | TV | Ý        | Giacomo Casoli                         |
| 28 | HV | Ý        | Ciro De Franco                         |
| 32 | TV | Ý        | Lorenzo Di Livio (mượn từ Roma)        |
| 33 | TĐ | Ý        | Filippo Tiscione (mượn từ Ternana)     |
| 40 | HV | Ý        | Nicolò Gigli (mượn từ Ternana)         |

### Cho mượn
Ghi chú: Quốc kỳ chỉ đội tuyển quốc gia được xác định rõ trong điều lệ tư cách FIFA. Các cầu thủ có thể giữ hơn một quốc tịch ngoài FIFA.
| Số | VT | Quốc gia | Cầu thủ                          |
| -- | -- | -------- | -------------------------------- |
| —  | TĐ | Ý        | Saverio Dellino (đến San Severo) |